# Eridano (costellazione)
Eridano (in latino Eridanus, in greco ᾿Ηριδανός Eridanós) è il nome dato a una costellazione dell'emisfero celeste australe, costituita da una sinuosa linea di stelle non molto luminose, che termina però con Achernar, una stella di prima grandezza.
Prende il nome dall'omonimo fiume mitologico legato alla morte di Fetonte, o di un suo figlio, che vi precipitò. Nell'antichità questo nome fu spesso identificato con dei fiumi reali, come ad esempio il Rodano o, molto più spesso, con il fiume Po. Fa parte delle 48 costellazioni elencate da Tolomeo, ed è oggi una delle 88 costellazioni moderne.

## Caratteristiche

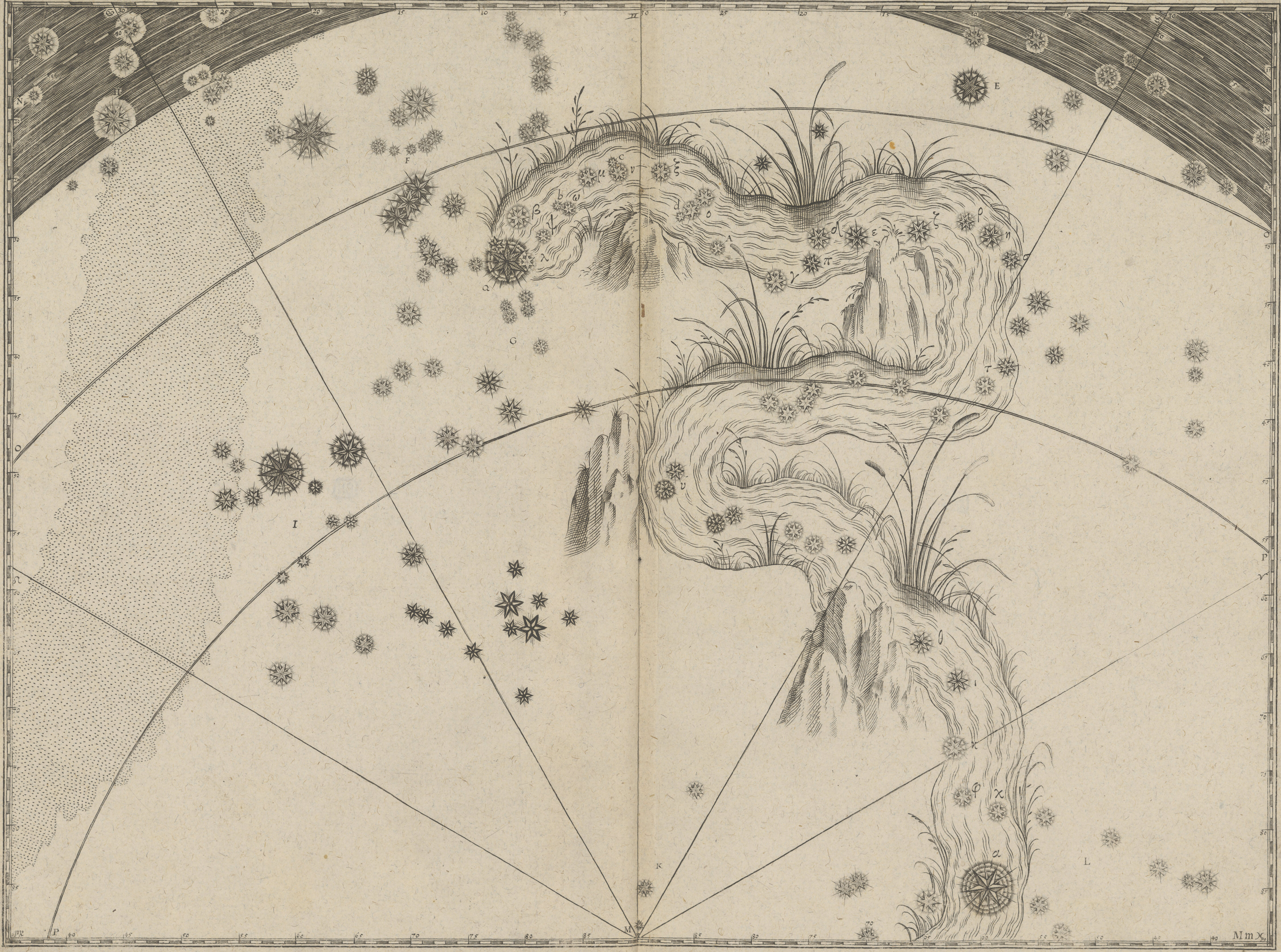
Eridano rappresentato nell'Uranometria di Johann Bayer.

Si tratta di una vasta costellazione, che si estende specialmente in declinazione, partendo dall'equatore celeste e spingendosi a sud fino oltre l'orizzonte meridionale di gran parte delle regioni dell'emisfero boreale. L'area ricoperta da questa costellazione si può individuare facilmente, essendo tutta quella parte di cielo posta a sud-ovest di Orione. Meno semplice è individuare, specialmente dall'emisfero boreale, le sue stelle più brillanti: Achernar, la stella principale, è invisibile a nord dei 30°N e la seconda stella più luminosa della costellazione, Cursa (β Eridani), si trova poco a nord-ovest di Rigel (β Orionis). Molto più semplice l'osservazione dall'emisfero australe, grazie anche al fatto che Achernar è circumpolare in gran parte di quell'emisfero.
Il periodo migliore per la sua osservazione ricade tra i mesi di novembre e marzo (e dall'emisfero sud anche più a lungo).
La sorgente del fiume è indicata dalla stella Cursa, ai piedi di Orione; si snoda poi verso sud, compiendo diverse anse via via sempre più strette man mano che si scende verso meridione seguendo varie concatenazioni di stelle deboli. Compie l'ultima ansa in corrispondenza della stella Acamar (dove anticamente veniva indicata la fine della costellazione) e termina infine con la brillante e isolata Achernar. Questa stella anticamente non era nota, poiché a causa della precessione degli equinozi si trovava molto più a sud (4000 anni fa era addirittura la "Stella Polare" australe). Acamar, che in antichità si trovava molto bassa sull'orizzonte all'epoca di Tolomeo, era considerata in pratica l'ultima stella nota in quella direzione, sotto la quale non erano noti altri astri. Eridano contiene un centinaio di stelle visibili a occhio nudo, ma a parte Achernar, sono tutte sotto la terza magnitudine. Anche presso gli egizi ritroviamo questa costellazione, che però rappresenta, com'è logico, non il Po ma il Nilo.

### Stelle principali
- Achernar (α Eridani), di magnitudine 0,46, si trova all'estremità sud della costellazione e segna la foce di questo fiume celeste. Trovandosi alla latitudine australe di 57° 30', incomincia a essere visibile, bassa sull'orizzonte meridionale, da località che si trovino almeno sul parallelo del Cairo. È la nona stella del cielo in ordine di luminosità. Posta a 144 anni-luce da noi, è una stella azzurra di sequenza principale 3150 volte più luminosa del Sole, dalla forma particolarmente schiacciata ai poli.
- Cursa (β Eridani) è invece alla «sorgente» del «fiume», sul confine con la costellazione di Orione, a nord di Rigel. Ha magnitudine 2,80. Dista 80 anni-luce. Nei suoi pressi c'è la doppia 66 Eridani.
- Zaurak (γ Eridani) ha magnitudine 2,98, dista 260 anni-luce ed è 260 volte più luminosa del Sole. Si trova a 14° sud dell'equatore.
- Acamar (θ Eridani) ha magnitudine 2,9 ed è una bella doppia visuale e si trova a 115 anni-luce.
- δ Eridani, chiamata Rana, dista 27 anni-luce ed ha magnitudine 3,72 e colore rossiccio. Si trova a nord-ovest di Zaurak.
- ε Eridani, di poco a ovest di Rana, ha magnitudine 3,73 ed è tra le più vicine stelle visibili a occhio nudo: si trova a 10,5 anni-luce. La sua luminosità è un terzo di quella solare, la massa 0,8 e il diametro 3/4 di quello della nostra stella. Possiede un denso disco circumstellare, e all'inizio del XXI secolo è stato scoperto un pianeta gigante gassoso che le orbita attorno.

### Stelle doppie
Alcune stelle doppie della costellazione sono facilmente osservabili anche con piccoli strumenti.
- Keid (ο2 Eridani) ha magnitudine 4,48 ed è tripla. La coppia A-B fu già scoperta da William Herschel nel 1783: la separazione è ben 1' 23" e il periodo di rivoluzione è di circa ottomila anni. La stella B (una nana bianca) è a sua volta una doppia stretta scoperta da Struve nel 1851, con separazione massima di 9" e periodo di 248 anni. La distanza apparente ha raggiunto il massimo nel 1990. La componente C è una nana rossa. Si ha quindi un netto contrasto di colori. Distanza del sistema: 16 anni-luce. La nana bianca ha un diametro di 26 000 chilometri (poco più del doppio della Terra) e una densità 90 000 volte superiore a quella dell'acqua. Sulla sua superficie la gravità è 37 000 volte più forte che sulla Terra e quindi un uomo peserebbe 2600 tonnellate. Le tre stelle hanno rispettivamente magnitudine 4,48 (A), 9,7 (nana bianca) e 10,8 (nana rossa).
- HD 10360 e HD 10361 sono visibili ad occhio nudo come un'unica stella, che viene spesso catalogata come p Eridani; si tratta di una coppia formata da due stelle di magnitudine uguale ed entrambe arancioni, separate da 11".

| Principali stelle doppie |                                          |                                          |             |             |                                 |         |
| Nome                     | Coordinate equatoriali all'epoca J2000.0 | Coordinate equatoriali all'epoca J2000.0 | Magnitudine | Magnitudine | Separazione (in secondi d'arco) | Colore  |
| Nome                     | AR                                       | Dec                                      | A           | B           | Separazione (in secondi d'arco) | Colore  |
| HD 10360/1 (p Eri)       | 01h 39m 48s                              | -56° 11′ 44″                             | 5,82        | 5,86        | 10,8                            | ar + ar |
| θ Eridani                | 02h 58m 16s                              | -40° 18′ 17″                             | 3,42        | 4,42        | 8,3                             | b + b   |
| τ4 Eridani               | 03h 19m 31s                              | -21° 45′ 29″                             | 3,69        | 9,8         | 5,7                             | r + b   |
| HD 24071 (f Eri)         | 03h 48m 36s                              | -37° 37′ 14″                             | 4,86        | 5,42        | 8,0                             | b + b   |
| 32 Eridani               | 03h 54m 18s                              | -02° 57′ 17″                             | 4,79        | 6,14        | 6,8                             | g + b   |
| 39 Eridani               | 04h 14m 24s                              | -10° 15′ 21″                             | 4,87        | 8,6         | 6,4                             | ar + g  |
| ο2 Eridani A-BC          | 04h 15m 18s                              | -07° 38′ 40″                             | 4,48        | 9,4         | 82,8                            | ar + b  |

### Stelle variabili
Gran parte delle stelle variabili di Eridano si trovano nella parte settentrionale, al confine con Orione e la Fornace; molte di queste mostrano delle variazioni molto lievi.
Fra le numerose variabili semiregolari, ve ne sono alcune che mostrano delle pulsazioni, come la Z Eridani, che oscilla fra la settima e l'ottava grandezza con un periodo medio di circa 80 giorni; la RR Eridani mostra delle variazioni maggiori, ma è meno luminosa della precedente, mentre il periodo è di circa 97 giorni.
T Eridani e W Eridani sono invece due Mireidi, entrambe con una luminosità massima pari alla settima magnitudine.
RZ Eridani è una variabile a eclisse con un'escursione molto ampia, superiore a una magnitudine.
| Principali stelle variabili |                                          |                                          |             |             |                  |                        |
| Nome                        | Coordinate equatoriali all'epoca J2000.0 | Coordinate equatoriali all'epoca J2000.0 | Magnitudine | Magnitudine | Periodo (giorni) | Tipo                   |
| Nome                        | AR                                       | Dec                                      | Max.        | Min.        | Periodo (giorni) | Tipo                   |
| T Eridani                   | 03h 55m 14s                              | -24° 01′ 57″                             | 7,2         | 13,2        | 252,29           | Mireide                |
| W Eridani                   | 04h 11m 31s                              | -35° 08′ 02″                             | 7,5         | 14,5        | 376,63           | Mireide                |
| Z Eridani                   | 02h 47m 56s                              | -12° 27′ 38″                             | 7,00        | 8,63        | 80:              | Semiregolare pulsante  |
| RR Eridani                  | 02h 52m 14s                              | -08° 16′ 01″                             | 7,4         | 9,2         | 97:              | Semiregolare pulsante  |
| RZ Eridani                  | 04h 43m 46s                              | -10° 40′ 46″                             | 7,70        | 8,72        | 39,232           | Eclisse                |
| BM Eridani                  | 04h 13m 30s                              | -10° 23′ 14″                             | 7,3         | 8,1         | 20000:           | Eclisse                |
| CV Eridani                  | 03h 00m 51s                              | -02° 52′ 43″                             | 6,10        | 6,28        | -                | Irregolare             |
| CY Eridani                  | 04h 05m 54s                              | -10° 17′ 45″                             | 6,95        | 7,20        | 25:              | Semiregolare pulsante  |
| DG Eridani                  | 04h 20m 41s                              | -16° 49′ 48″                             | 6,94        | 7,14        | 82:              | Semiregolare           |
| DP Eridani                  | 04h 03m 29s                              | -24° 27′ 36″                             | 7,18        | 7,40        | 55:              | Semiregolare           |
| DQ Eridani                  | 04h 20m 15s                              | -02° 37′ 43″                             | 6,84        | 7,05        | 30:              | Semiregolare           |
| DX Eridani                  | 04h 44m 05s                              | -08° 30′ 13″                             | 5,76        | 5,98        | -                | Irregolare (Stella Be) |
| λ Eridani                   | 05h 09m 09s                              | -08° 45′ 15″                             | 4,22        | 4,34        | 0,7015           | Pulsante               |
| τ4 Eridani                  | 03h 19m 31s                              | -21° 45′ 29″                             | 3,57        | 3,72        | -                | Irregolare             |

## Oggetti del profondo cielo

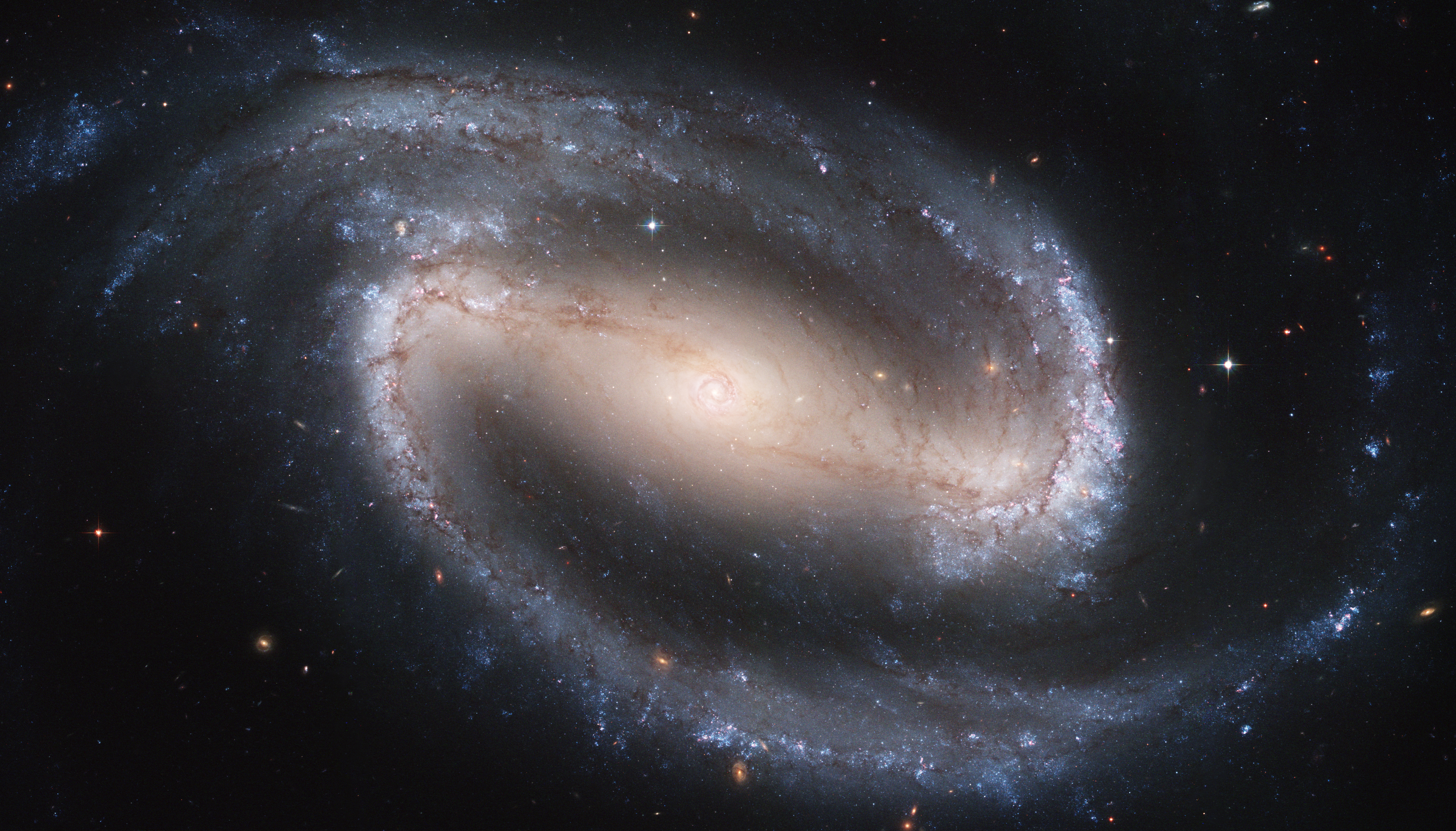
La galassia NGC 1300, una delle più luminose della costellazione.

Nonostante le sue enormi dimensioni, la costellazione è priva di oggetti del cielo profondo particolarmente luminosi, essendo lontana dalla Via Lattea e non essendoci entro i suoi confini galassie di facile osservabilità.
Una nebulosa diffusa osservabile verso il confine con Orione è IC 2118, nota come Nebulosa Testa di Strega; sarebbe stata modellata dall'azione del vento stellare delle stelle dell'Associazione Orion OB1, e fa parte di un gruppo di nebulose poste nelle regioni più esterne del Complesso nebuloso molecolare di Orione, come la Bolla di Eridano.
La galassia più notevole è la spirale NGC 1300, una galassia spirale barrata visibile nei pressi del confine con la costellazione della Fornace. Un'altra galassia notevole è NGC 1291, una galassia lenticolare a sud di Acamar.
La costellazione ospita la più grande regione di vuoto conosciuto dell'Universo, che risulta essere grande più di un miliardo di anni luce; questa regione di vuoto è in contrasto con le attuali teorie di evoluzione dell'universo. Anche la radiazione cosmica di fondo della regione è costante, così alcuni ricercatori hanno provato a spiegare la presenza del vuoto con la teoria delle stringhe; secondo questa teoria, vi sono più universi "paralleli" che durante la loro formazione interagirono con il nostro universo generando così la regione vuota.
| Principali oggetti non stellari |                                          |                                          |                            |             |                                        |                          |
| Nome                            | Coordinate equatoriali all'epoca J2000.0 | Coordinate equatoriali all'epoca J2000.0 | Tipo                       | Magnitudine | Dimensioni apparenti (in primi d'arco) | Nome proprio             |
| Nome                            | AR                                       | Dec                                      | Tipo                       | Magnitudine | Dimensioni apparenti (in primi d'arco) | Nome proprio             |
| NGC 1140                        | 02h 54m 33.6s                            | -10° 01′ 40″                             | Galassia                   | 13,5        | 1,7 x 0,9                              |                          |
| NGC 1187                        | 03h 02m 38s                              | -22° 52′ 03″                             | Galassia                   | 10,7        | 5,5 x 4,1                              |                          |
| NGC 1222                        | 03h 08m 56.7s                            | -02° 57′ 19″                             | Galassia                   | 13,6        | 1,1 x 0,9                              |                          |
| NGC 1232                        | 03h 09m 45s                              | -20° 34′ 45″                             | Galassia a spirale         | 10,1        | 7,4 x 6,5                              |                          |
| NGC 1291                        | 03h 17m 18s                              | -41° 06′ 26″                             | Galassia                   | 8,6         | 9,8 x 8,1                              |                          |
| NGC 1300                        | 03h 19m 41s                              | -19° 24′ 40″                             | Galassia a spirale barrata | 10,5        | 6,2 x 4,1                              |                          |
| NGC 1332                        | 03h 26m 17s                              | -21° 20′ 04″                             | Galassia                   | 10,4        | 4,7 x 1,4                              |                          |
| NGC 1395                        | 03h 38m 30s                              | -23° 01′ 40″                             | Galassia ellittica         | 10,0        | 5,9 x 4,5                              |                          |
| NGC 1407                        | 03h 40m 12s                              | -18° 34′ 48″                             | Galassia                   | 10,1        | 4,6 x 4,3                              |                          |
| NGC 1532                        | 04h 12m 04s                              | -32° 52′ 30″                             | Galassia                   | 10,6        | 11,1 x 3,2                             |                          |
| NGC 1535                        | 04h 14m 16s                              | -12° 44′ 22″                             | Nebulosa planetaria        | 9,6         | 0,8 x 0,7                              |                          |
| NGC 1537                        | 04h 13m 41s                              | -31° 38′ 46″                             | Galassia                   | 10,6        | 3,9 x 2,6                              |                          |
| NGC 1741                        | 05h 10m 38.3s                            | -04° 15′ 25″                             | Galassia                   | 13,3        |                                        |                          |
| IC 2118                         | 05h 05m :                                | -07° 00′ :                               | Nebulosa diffusa           | -           | 180 x 60                               | Nebulosa Testa di Strega |

## Sistemi planetari
Fra i sistemi planetari noti nella costellazione, il più importante e studiato è quello di ε Eridani, grazie al fatto che trovandosi a soli 10 anni luce dal Sole è il nono sistema stellare più vicino, nonché la terza stella più vicina visibile ad occhio nudo; attorno ad essa è presente un disco di polveri più un pianeta gioviano con una massa pari a oltre tre volte quella di Giove. Analizzando il disco di polveri si è scoperto che nella regione esterna si troverebbe un secondo pianeta di massa inferiore a quella di Giove.
Un secondo sistema planetario relativamente vicino è quello di Gliese 86, distante circa 36 anni luce e ospitante un pianeta gioviano caldo.
| Sistemi planetari |                                          |                                          |             |                    |                              |
| Nome del sistema  | Coordinate equatoriali all'epoca J2000.0 | Coordinate equatoriali all'epoca J2000.0 | Magnitudine | Tipo di stella     | Numero di pianeti confermati |
| Nome del sistema  | AR                                       | Dec                                      | Magnitudine | Tipo di stella     | Numero di pianeti confermati |
| HD 10647          | 01h 42m 29s                              | -53° 44′ 26″                             | 5,52        | Nana gialla        | 1 (b)                        |
| Gliese 86         | 02h 10m 26s                              | -50° 49′ 25″                             | 6,17        | Nana arancione     | 1 (b)                        |
| HIP 12961         | 02h 46m 43s                              | -23° 05′ 12″                             | 9,7         | Nana rossa         | 1 (b)                        |
| LTT 1445          | 03h 01m 51s                              | -16° 35′ 36″                             | 11,1        | Nana rossa         | 1 (Ab)                       |
| ε Eridani         | 03h 32m 57s                              | -09° 27′ 30″                             | 3,72        | Nana arancione     | 2 (b - c?)                   |
| HD 28185          | 04h 26m 27s                              | -10° 33′ 03″                             | 7,81        | Nana gialla        | 1 (b)                        |
| HD 30562          | 04h 48m 36s                              | -05° 40′ 24″                             | 5,77        | Nana bianco-gialla | 1 (b)                        |
| TOI-451           | 04h 11m 52s                              | -37° 56′ 23″                             | 11          | Nana gialla        | 3 (b, c, d)                  |
| LP 890-9          | 04h 16m 31s                              | -28° 18′ 52″                             | 18          | Nana rossa         | 2 (b,c)                      |

## Mitologia

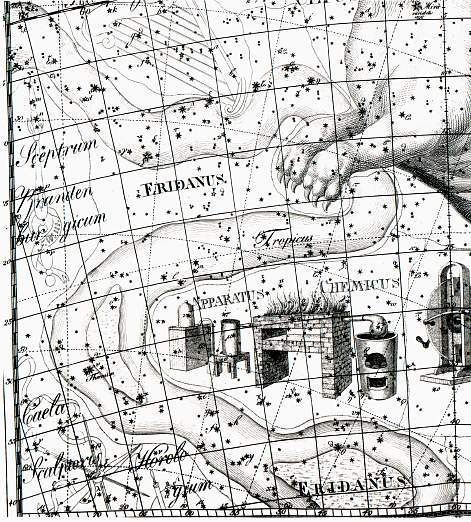
L'Eridano serpeggia in questa carta dell'Uranographia di Johann Bode. Nella parte superiore ci sono le pinne della Balena e, sotto a quelle, l'Apparatus Chemicus, il nome che Bode diede alla costellazione oggi nota come Fornax.

Sembra che i primi scrittori abbiano ritenuto Eridano un fiume mitico, che sfociava nel grande Oceano che circondava le terre emerse allora conosciute. Virgilio lo chiamò «il re dei fiumi». Eratostene lo identificò con il Nilo, «l'unico fiume che scorre da sud a nord». Igino concordò con Eratostene e sottolineò che la stella Canopo (che indica uno dei due rematori della nave Argo) si trovava alla fine del fiume celeste, così come l'isola di Canopo si trova alla foce del Nilo. Ma Esiodo nel suo Teogonia elencò il Nilo ed Eridano separatamente, dimostrando che li considerava due fiumi diversi. Scrittori greci posteriori identificarono Eridano con il fiume italiano Po.
Nella mitologia il fiume Eridano è protagonista della storia di Fetonte, figlio del dio del Sole, Elio, che implorò affinché gli facesse attraversare il cielo alla guida del suo carro. Elio accondiscese alla richiesta con riluttanza, ma avvertì il figlio dei pericoli che correva. «Nell'attraversare il cielo segui il percorso che troverai segnato dalle mie ruote», gli consigliò.
Quando l'alba spalancò le porte dell'est, Fetonte montò pieno d'entusiasmo sul carro dorato ornato di gemme scintillanti del dio del Sole, senza sapere in che guaio si stava cacciando. I quattro cavalli notarono immediatamente la leggerezza del carro e le mani diverse che tenevano le redini e si lanciarono in avanti, allontanandosi dalla strada battuta, con il carro che sobbalzava come fosse una nave che non riusciva a stare in equilibrio. Anche se Fetonte avesse saputo quale era il percorso da seguire, non aveva l'abilità e la forza per controllare le redini.
Il tiro galoppò verso nord, e per la prima volta le stelle del Gran Carro si riscaldarono e il Dragone, che fino a quel momento era stato inerte per il freddo, per il gran caldo sudò abbondantemente e ringhiò furiosamente. Guardando verso la Terra da quelle altezze vertiginose, il povero Fetonte terrorizzato impallidì e le ginocchia cominciarono a tremargli per la paura. Alla fine vide la costellazione dello Scorpione con le enormi tenaglie tese verso di lui e la coda velenosa sollevata, pronta a colpire. Il giovane mollò le redini e i cavalli galopparono via incontrollati. Ovidio descrive graficamente la folle corsa di Fetonte nel secondo libro delle Metamorphoses. Il carro puntò verso il basso e la Terra prese fuoco. Avvolto dal fumo, Fetonte fu trascinato dai cavalli, senza sapere dove fosse. Fu allora, dicono i mitologi, che la Libia divenne un deserto, la pelle degli Etiopi si colorò di scuro e i mari si prosciugarono. Per porre fine a quelle catastrofi, Zeus abbatté Fetonte con la folgore. Con i capelli che grondavano fuoco, il giovane precipitò nell'Eridano come una stella cadente. Qualche tempo dopo, quando gli Argonauti risalirono il fiume, trovarono il suo corpo che ancora bruciava ed emanava nuvole di vapore dall'odore nauseabondo che soffocavano e uccidevano gli uccelli.
Eridano è una costellazione lunga, la sesta del cielo per dimensioni, che serpeggia dal piede di Orione ben dentro all'emisfero australe fino alle vicinanze del Tucano. La stella più brillante della costellazione, Alfa di Eridano di I grandezza si chiama Achernar, che in arabo significa «la fine del fiume»; in effetti segna proprio l'estremità meridionale di Eridano.